# Marchetaria

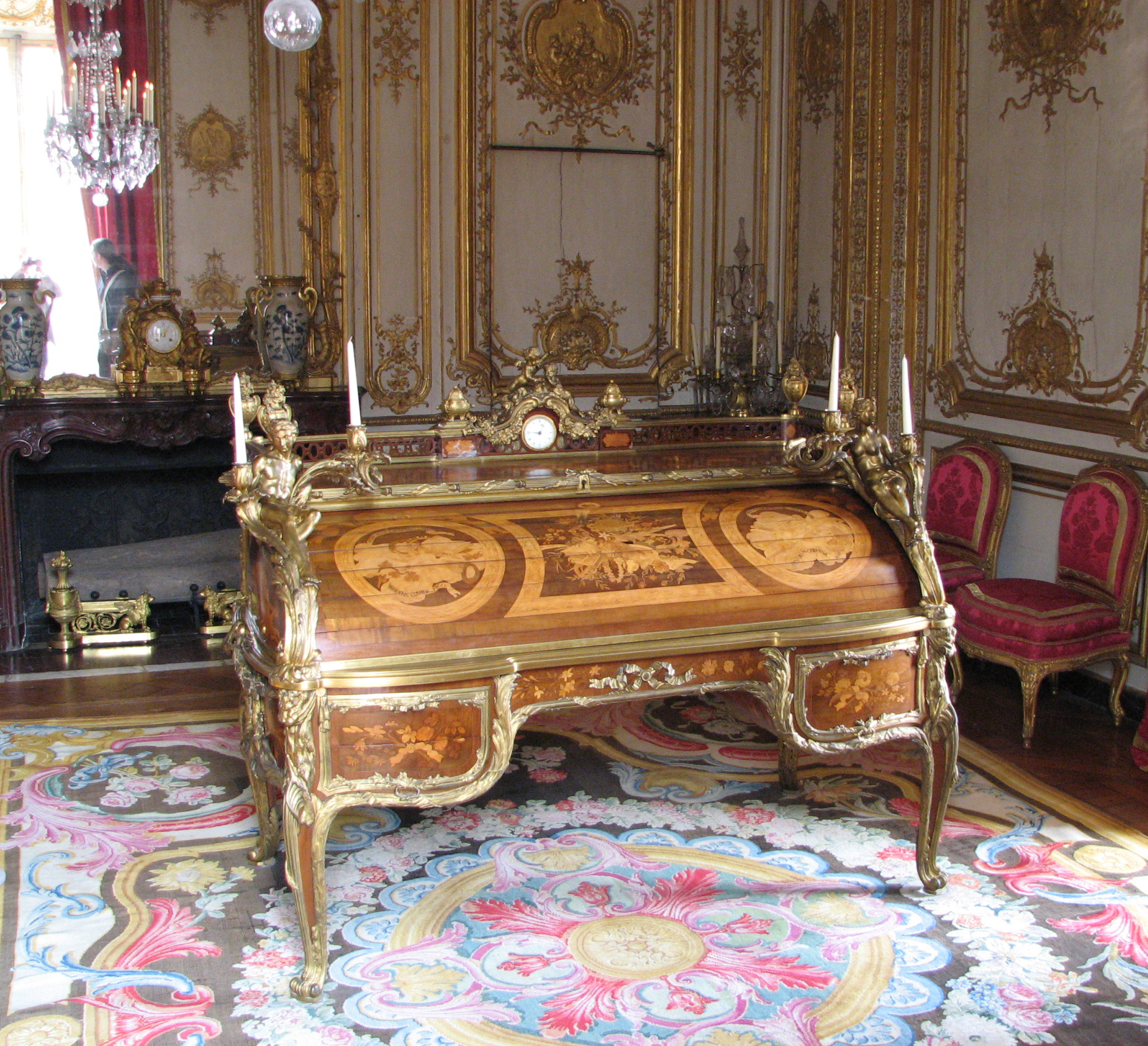
Bureau du Roi, Palácio de Versalhes

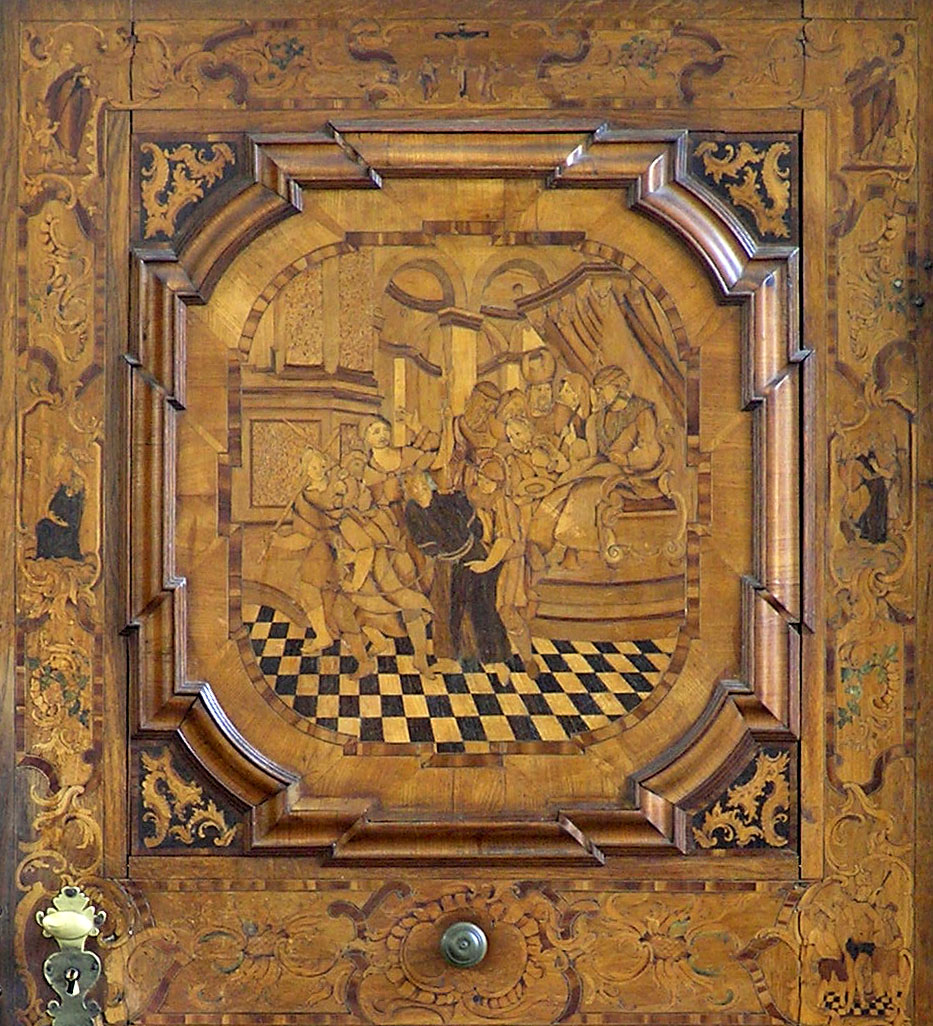
Painel na Igreja do Espírito Santo, Toruń

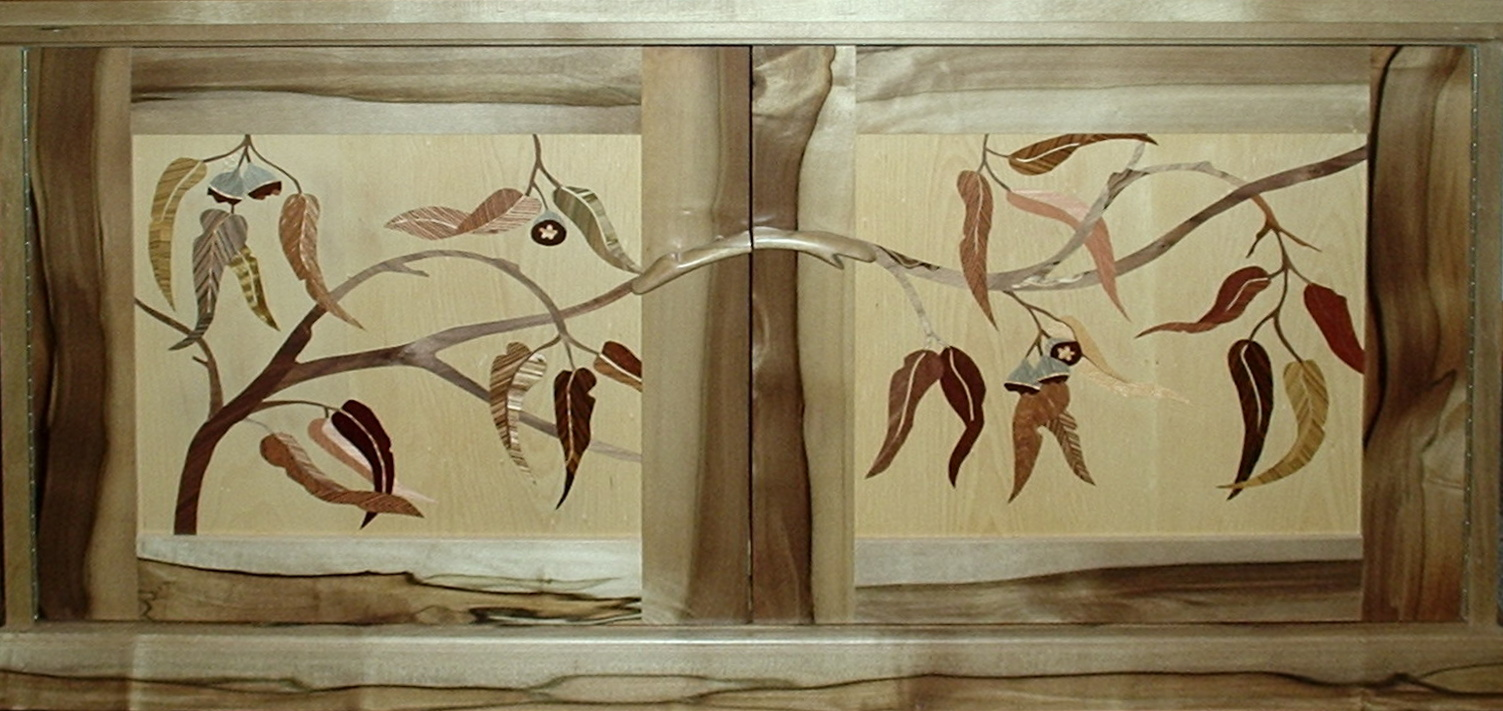
Gabinete em Geeveston, Austrália

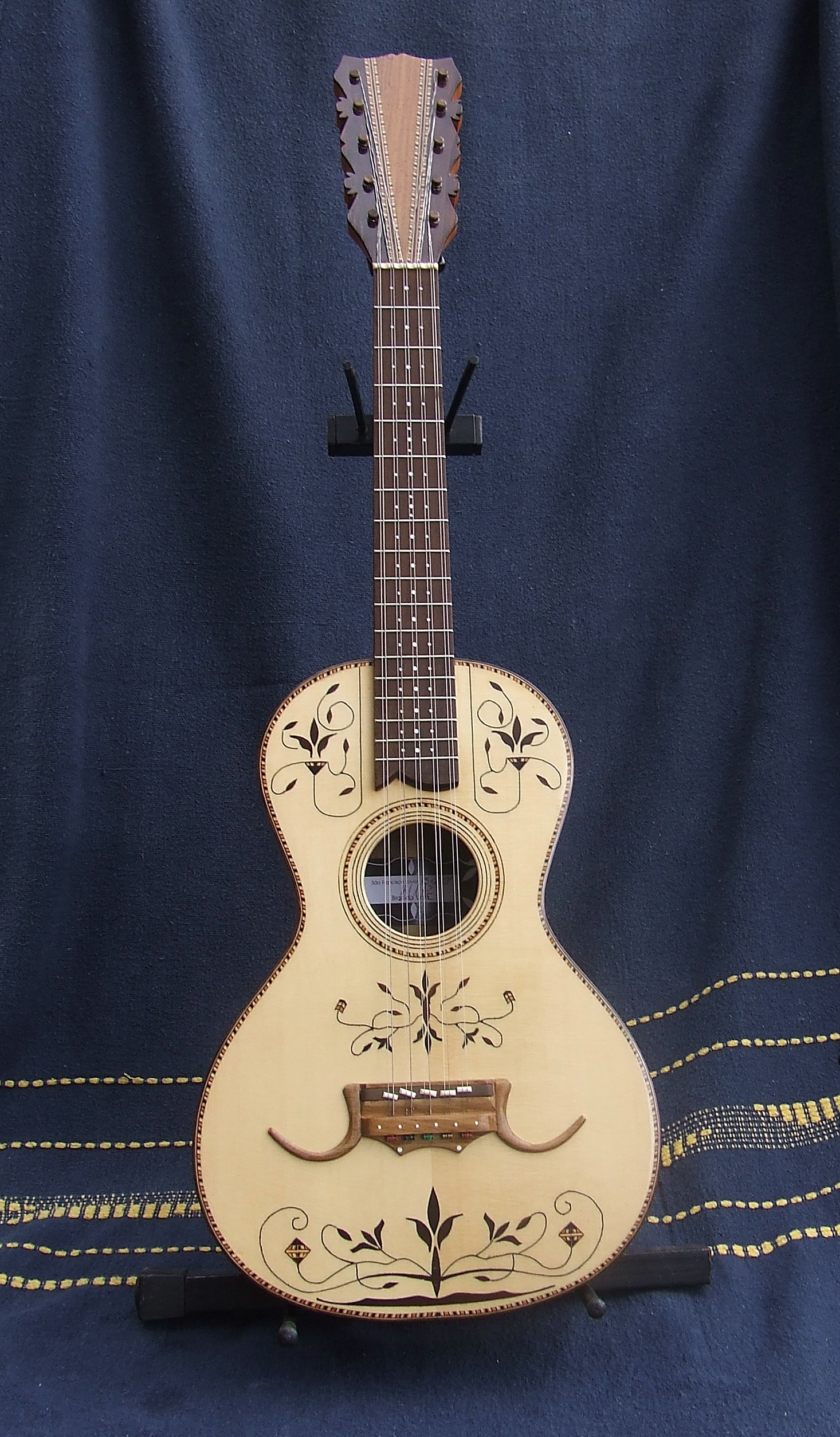
Viola caipira com marchetaria

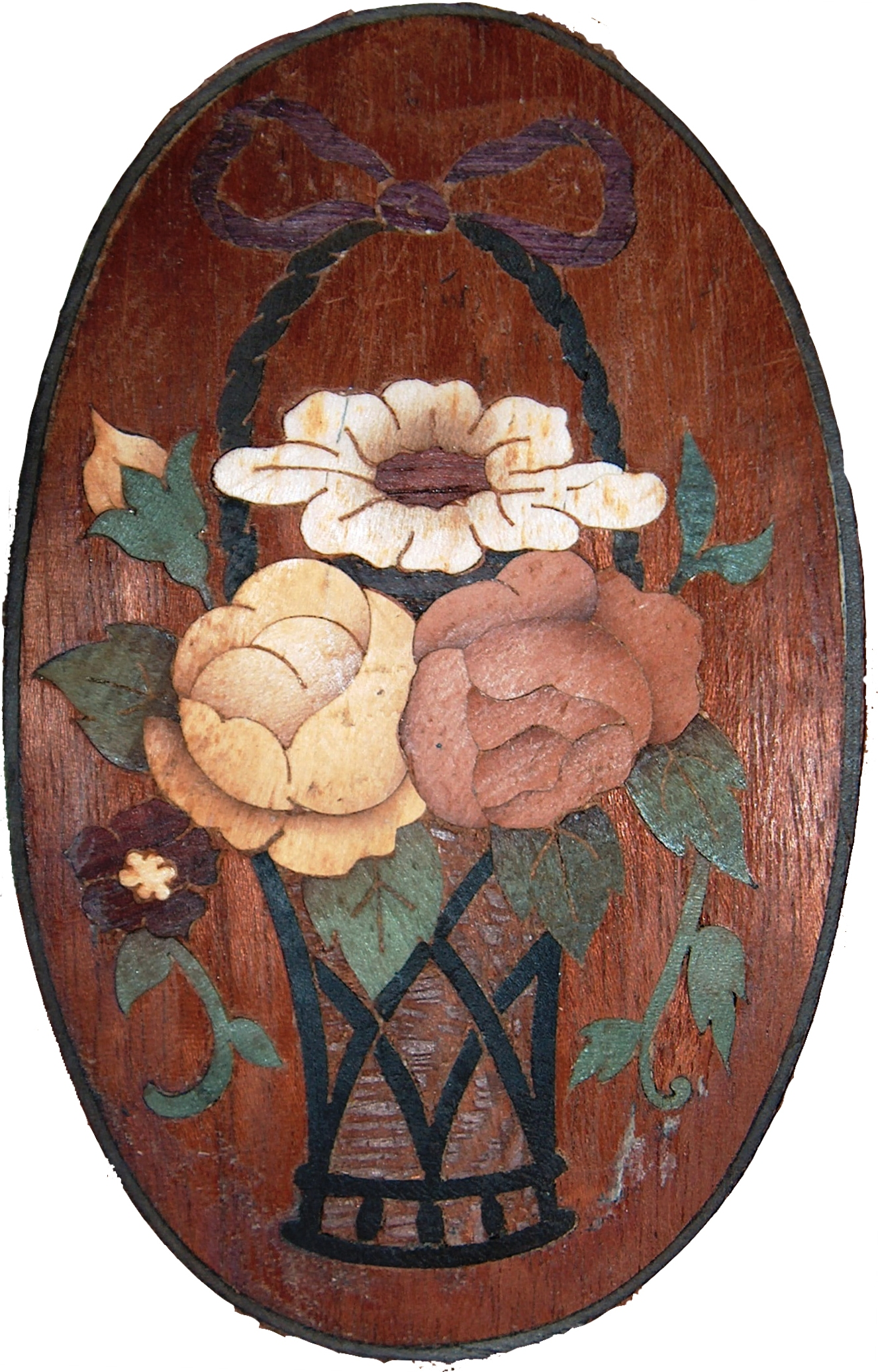
Tampo de mesa em intársia, uma técnica ligeiramente diferente.

Marchetaria (provavelmente, do francês marqueterie) é a arte ou técnica de ornamentar as superfícies planas de móveis, painéis, pisos, tetos, através da aplicação de materiais diversos, tais como: madeira, metais, madrepérola, pedras, plásticos, marfim e chifres de animais, tendo como principal suporte a madeira. De acordo com a técnica utilizada pode-se construir objetos tridimensionais, esculturas, utilitários, joias etc. Não deve ser confundida com a intársia, uma técnica ligeiramente diferente.

## Ofício do folheado
O mais antigo objeto embutido é uma bacia de pedra calcária da Mesopotâmia, datado por volta de 3000 a.C. Um outro exemplo adiantado é um caixão de madeira da Dinastia Yin (1300 a.C. – 220 d.C.). Por volta de 350 a.C. foram encontrados em Halicarnasso (cidade natal de Heródoto e capital do famoso Rei Mausole, cujo túmulo constituiu uma das sete Maravilhas do Mundo) na Turquia, evidências da técnica do embutimento no palácio do rei Mausole cujas paredes tinham incrustações em mármore.
Porém a arte de embutir madeiras coloridas em superfícies de madeira, de modo a contrastar, para criar projetos artísticos, foi praticada habilidosamente pelos egípcios antigos. Das minas de cobre próximas desenvolveram o bronze, com que fizeram as lâminas dentadas para se usar como serras.
No túmulo do rei Tutancâmon (18.ª Dinastia), o trono, a caixa, os cofres e quase todos os móveis são cobertos literalmente com o embutimento de pedras preciosas, minúsculas telhas vitrificadas, ouro e marfim embelezavam maravilhosamente artigos de importância prestigiosa e de cerimônias especiais.
Na metade do século XVI, com o aprimoramento das serras e das técnicas, expandiram o embutimento ilustrado à marchetaria. As partes separadas de um retrato agora seriam recortadas dos folheados a partir de um projeto. Estas peças eram então juntas e este conjunto inteiro era colado a um fundo contínuo. Este procedimento tem uma longa história de nomes, mas é chamado agora geralmente de marquetry, nos países de língua inglesa, ou seja, marchetaria.

## Marchetaria contemporânea
A primeira técnica utilizada, tarsia certosina, consistia no recorte de elementos do material a ser utilizado (pedra, madeira, metal, etc.) e a posterior incrustação nas cavidades abertas nas superfícies maciças com o auxílio de formões ou ferramentas similares. Para sua fixação utilizava-se cola.
Posteriormente desenvolveram-se muitas outras técnicas, as principais utilizadas atualmente são:
- Tarsia a toppo ou marquetery a bloc - Marchetaria maciça, utilizada na fabricação de utilitários, bijuteria, filetes decorativos, esculturas.
- Tarsia geométrica - Recorte de motivos geométricos para revestimento de móveis, lambris, caixas, painéis internos, mesas, cadeiras.
- Marqueterie de paille - Marchetaria de palha (folhas de plantas desidratadas). Mesmas aplicações da tarsia geométrica.
- Tarsia a incastro ou technique Boulle - Recorte simultâneo das partes a serem montadas. Aplicações: Idem acima.
- Procéde classique ou element par element - Recorte separado das partes a serem montadas e embutidas. Aplicações: Idem acima.

Após o desmembramento do Império Romano, este meio de expressão artística esteve a ponto de perder-se. Entretanto, alguns poucos fizeram com que subsistisse na Itália, difundindo-se no início do século XIV, principalmente na região da Toscana. No século XV a marchetaria é praticada em particular na cidade de Florença, tendo em Francesco di Giovanni di Mateo, fundador da Escola Florentina de Arte, seu principal expoente.
Os mais célebres artesãos exerciam seu "metier" na região da Toscana; nesta época é criada a tarsia geométrica, as superfícies a serem decoradas eram inteiramente recobertas com folhas de madeira em lugar das incrustações. Nesta mesma época inicia-se o tingimento das madeiras com o uso de óleos penetrantes, corantes diluídos em água aquecida e ácidos. Areia aquecida é utilizada para o sombreamento das obras.
Os artistas geralmente são contratados para decorar igrejas e palácios, durante a Renascença é criado a tarsia a toppo ou marchetaria maciça. Atualmente este procedimento é utilizado pelas indústrias de filetes decorativos.
A arte da marchetaria segue evoluindo com os mestres italianos que retratam em suas obras os edifícios característicos de suas vilas, ruas, praças, e também paisagens. Na segunda metade do século XVI, muitos gabinetes (tipo de móvel) são decorados com folhas de ébano; esta madeira que havia sido também utilizada nos sarcófagos dos faraós se prestava para ser esculpida em baixo-relevo, no entanto, por esta madeira ser cara e rara, era substituída pela pereira enegrecida com auxílio de extrato de nogueira.
Em várias partes do mundo a marchetaria era e ainda é produzida através dos procedimentos da tarsia certosina (incrustações) e da tarsia geometrica (revestimentos).
No Extremo Oriente são conhecidos, sobretudo, os efeitos obtidos pelas incrustações de madrepérola na madeira maciça.
No Oriente e nos países muçulmanos muitos móveis e pequenos objetos são revestidos com motivos geométricos. As técnicas de corte e o ferramental seguem evoluindo, possibilitando assim que o corte das madeiras passe a ser feito de uma nova maneira, porém mais eficiente. Isto permite o corte de traços sinuosos com muita precisão e assim um maior detalhamento e maior nitidez de motivos complexos.
Por volta de 1620, sob a influência da marchetaria italiana, os motivos predominantes são as grotescas e arabescos. As técnicas de corte evoluem possibilitando detalhes cada vez mais minuciosos, e é nesta época que surge na Alemanha a tarsia a incastro (recorte simultâneo das partes a serem montadas).
Mais tarde André-Charles Boulle, ebanista do Rei Luís XIV, aperfeiçoa esta técnica agregando vários materiais, tais como folhas de cobre, latão, casco de tartaruga, placas de osso e marfim.
Com o passar do tempo, a marchetaria entra em uma fase de decadência, mantida por não mais do que uma centena de artistas, ressurgindo, porém com o advento da Art Nouveau aparecem então os motivos estilizados tais como: flores, pássaros, borboletas, insetos, etc.
Atualmente existem na Europa, América do Norte e Austrália muitos ateliês de marchetaria e associações de marcheteiros dispostos a não somente manter as antigas tradições da arte em madeira com refinadas criações artísticas de caráter contemporâneo, mas também as restaurações de obras antigas. Ao longo do ano são realizadas várias exposições e há um mercado já consolidado neste campo.
- Áreas básicas de atuação do artesão da marchetaria:
  - construção de objetos utilitários;
  - bijuteria;
  - reciclagem de móveis;
  - painéis para decoração;
  - quadros;
  - esculturas;
  - restauração

## Leitura de apoio
- Pierre Ramond, La marqueterie, H. Vial, 2003.
- Pierre Ramond, Chefs-d’œuvre des marqueteurs. Des origines à Louis XIV, H. Vial, 1994
- Pierre Ramond, Chefs-d’œuvre des Marqueteurs tome 2 : De la Régence à nos jours, H. Vial 2000.
- J. Justin Storck, Le Dictionnaire pratique de menuiserie, ébénisterie, charpente, 1906, réimpr. éd. Vial 2006.
- Bruno Bontempelli , La marqueterie, un art revisité, Éditions Atlantica, 2002
- Guy Bontempelli, Marc Lechien, Pascal Payen-Appenzeller, VRIZ un marqueteur rebelle, Édition Arts et Formes, 1989